# Clitelloxenia clitellaria
Clitelloxenia clitellaria är en tvåvingeart som först beskrevs av Schmitz 1915.  Clitelloxenia clitellaria ingår i släktet Clitelloxenia och familjen puckelflugor.
Artens utbredningsområde är Sri Lanka. Inga underarter finns listade i Catalogue of Life.